# 周奎 (嘉靖進士)
周奎（1514年—1545年），字象賢，江西吉安府萬安縣人，民籍，明朝政治人物。

## 生平
嘉靖十九年（1540年）庚子科江西鄉試第二十四名舉人。嘉靖二十年（1541年）中式辛丑科會試第一百五十九名，登第三甲第一百八十三名進士。授宣城縣知縣，廉俭惠爱。初到官，岁大祲，发廪出帑，推乡士大夫之忠信者行各里散给民，不入市并沾实赈，全活甚众。寻病卒，橐无余金，士民痛之，欲罢市。祠祀。

## 家族
曾祖周秉章；祖父周古憲；父周望。前母郭氏；前母蔡氏；母郭氏。具庆下。